# ماريا لويزا باتشيكو
ماريا لويزا باتشيكو (بالإسبانية: María Luisa Pacheco) هي رسامة بوليفية، ولدت في 22 سبتمبر 1919 في بوليفيا، وتوفيت في 23 أبريل 1982 في نيويورك في الولايات المتحدة.